# Simon et Laura
Pour plus de détails, voir Fiche technique et Distribution.
Simon et Laura (Simon and Laura) est un film britannique réalisé par Muriel Box sorti en 1955, adapté d'une pièce d'Alan Melville.

## Synopsis
Un couple en instance de divorce devient le couple vedette d'une émission de télévision.

## Fiche technique
- Titre original : Simon and Laura
- Réalisation : Muriel Box
- Scénario : Peter Blackmore d'après une pièce d'Alan Melville
- Photographie : Ernest Steward
- Musique : Benjamin Frankel
- Montage : Jean Barker
- Costumes : Julie Harris
- Couleur : Technicolor
- Lieu de tournage : Pinewood Studios
- Genre : Comédie
- Durée : 87 minutes
- Dates de sortie: 
  - 22 novembre 1955 (Royaume-Uni)
  - 1956 (France)

## Distribution
- Peter Finch : Simon Foster
- Kay Kendall : Laura Foster
- Muriel Pavlow : Janet Honeyman
- Hubert Gregg : Bertie Burton
- Maurice Denham : Wilson
- Ian Carmichael : David Prentice
- Richard Wattis
- Thora Hird : Jessie
- Terence Longdon